# Łyżwiarstwo szybkie na Zimowych Igrzyskach Olimpijskich 1932 – bieg na 5000 m mężczyzn
Bieg na 5000 metrów mężczyzn w łyżwiarstwie szybkim na Zimowych Igrzyskach Olimpijskich 1932 rozegrano 4 lutego na torze James B. Sheffield Olympic Skating Rink. Mistrzem olimpijskim na tym dystansie został Irving Jaffee z USA. 
Rozegrano dwa biegi eliminacyjne, z których po czterech najlepszych zawodników awansowało do ośmioosobowego finału.

## Eliminacje

### Pierwszy bieg
| Miejsce | Zawodnik         | Czas   | Awans |
| ------- | ---------------- | ------ | ----- |
| 1       | Irving Jaffee    | 9:52,0 | (Q)   |
| 2       | Eddie Murphy     |        | (Q)   |
| 3       | Ivar Ballangrud  |        | (Q)   |
| 4       | Harry Smyth      |        | (Q)   |
| 5       | Ossi Blomqvist   |        |       |
| –       | Alexander Hurd   | DNF    |       |
| –       | Shōzō Ishihara   | DNF    |       |
| –       | Michael Staksrud | DNF    |       |
| –       | Tomeju Uruma     | DNF    |       |

### Drugi bieg
| Miejsce | Zawodnik        | Czas    | Awans |
| ------- | --------------- | ------- | ----- |
| 1       | Bernt Evensen   | 10:01,4 | (Q)   |
| 2       | Herbert Taylor  |         | (Q)   |
| 3       | William Logan   |         | (Q)   |
| 4       | Frank Stack     |         | (Q)   |
| 5       | Erling Lindboe  |         |       |
| 6       | Carl Springer   |         |       |
| –       | Yasuo Kawamura  | DNF     |       |
| –       | Tokuo Kitani    | DNF     |       |
| –       | Ingvar Lindberg | DNF     |       |

## Finał
| Miejsce | Zawodnik        | Państwo           | Czas       |
| ------- | --------------- | ----------------- | ---------- |
| 01 !    | Irving Jaffee   | Stany Zjednoczone | 19:13,6    |
| 02 !    | Eddie Murphy    | Stany Zjednoczone | 2 m straty |
| 03 !    | William Logan   | Kanada            | 4 m straty |
| 4       | Herbert Taylor  | Stany Zjednoczone |            |
| 5       | Ivar Ballangrud | Norwegia          |            |
| 6       | Bernt Evensen   | Norwegia          |            |
| 7       | Frank Stack     | Kanada            |            |
| 8       | Harry Smyth     | Kanada            |            |